# Hospital Real (série)
Hospital Real é uma série da Televisión de Galicia, de 2013, cuja ação se passa no Hospital Real de Santiago de Compostela, no final do século XVIII.